# Пузырёв, Юрий Николаевич
Ю́рий Никола́евич Пузырёв (6 мая 1926, Серебряные Пруды, РСФСР, СССР — 24 мая 1991, Душанбе, Таджикская ССР, СССР) — советский актёр театра и кино. Заслуженный артист РСФСР (1969).

## Биография
Юрий Пузырёв родился 6 мая 1926 года в посёлке Серебряные Пруды Московской области. Детство прошло в Ленинграде. В начале Великой Отечественной войны был отправлен матерью, Евгенией Арефьевной, в эвакуацию.
Вернулся в Ленинград в 1944 году и поступил в машиностроительный техникум. По просьбе матери был принят в Большой драматический театр для участия в массовках.
Когда из Москвы приехала группа для набора талантливой молодежи в Школу-студию МХАТ, Пузырёв прошёл отбор и в сентябре 1948 года был зачислен на актёрский факультет, на курс И. М. Раевского, который окончил в 1952 году.
В 1952—1958 годах служил в Центральном театре транспорта, в 1958 году был приглашён во МХАТ.
После раздела Художественного театра в 1987 году был актёром возглавляемого Татьяной Дорониной МХАТа имени Горького. В марте 1991 года, из-за разногласий с художественным руководством, оказался вынужден покинуть театр.
В кинематографе Юрий Пузырёв дебютировал в 1954 году, снявшись в фильме Владимира Немоляева «Морской охотник». Широкую известность актёру принесла роль Безайса в фильме «По ту сторону». С этого фильма началось и его многолетнее сотрудничество с Александрой Пахмутовой: помимо «Песни о тревожной молодости», прозвучавшей в фильме «По ту сторону», Ю. Пузырёв был первым исполнителем песни А. Пахмутовой «Надежда», он был исполнителем и других её песен: «Прощание с Братском» и «ЛЭП-500».
Умер 24 мая 1991 года в Душанбе во время гастрольной поездки. Был похоронен в Москве на Троекуровском кладбище.

## Семья
- Жена — Анна Пузырёва
- Сын — Анатолий (09.04.1946 — 19.08.2022), актёр. С 2009 года работал в Театре «На Литейном», преподавал актёрское мастерство в Санкт-Петербургском государственном университете, доцент, руководил мастерской.

## Творчество

### Театральные работы
МХАТ
- «Синяя птица» М. Метерлинка — Хлеб
- «Мария Стюарт» Ф. Шиллера — Дреджен Друри
- 1958 — «Третья, патетическая» Н. Ф. Погодина — Фёдор Дятлов
- 1959 — «Всё остаётся людям» С. И. Алёшина — Вязьмин
- 1960 — «Братья Карамазовы» по Ф. М. Достоевскому — Секретарь суда
- 1960 — «Чайка» А. П. Чехова — Треплев
- 1962 — «Горячее сердце» А. Н. Островского — Наркис
- 1962 — «Дом, где мы родились» по пьесе П. Когоута «Третья сестра» —
- 1963 — «Егор Булычов и другие» М. Горького — Тятин
- 1964 — «Без вины виноватые» А. Н. Островского — Незнамов
- 1966 — «Вдовец» А. Штейна — Котельников
- 1966 — «Тяжкое обвинение» Л. Р. Шейнина — капитан милиции Светличный
- 1967 — «Чрезвычайный посол» А. и П, Тур — Чумаков
- 1968 — «Дни Турбиных» М. А. Булгакова — Шервинский
- 1969 — «Первый день свободы» Л. Кручковского — Михаил
- 1971 — «Последние» М. Горького — Александр
- 1971 — «Валентин и Валентина» М. Рощина — Гусев
- 1976 — «Дачники» М. Горького — Пустобайка
- 1977 — «Мятеж» И. Менджерицкого по Д. А. Фурманову — Петров
- 1981 — «Волоколамское шоссе» по одноимённой повести А. Бека — Дорфман, капитан, начальник оперативного отделения штаба дивизии

### Фильмография
1. 1954 — Морской охотник — лейтенант Корольков
2. 1954 — Испытание верности — лётчик Мелихов
3. 1956 — Море зовёт — Виктор Чумак
4. 1956 — Невеста — Саша
5. 1957 — Екатерина Воронина — Женя Кулагин
6. 1957 — Поединок — Ромашов
7. 1958 — Смена начинается в шесть — Пантей Гусь
8. 1958 — По ту сторону — Безайс
9. 1958 — Олеко Дундич — белый офицер
10. 1960 — Слепой музыкант — Иохим
11. 1962 — Исповедь — Андрей
12. 1963 — Большие и маленькие — Юрий Николаевич Васильев
13. 1964 — Палата — Терёхин
14. 1966 — Тени старого замка — Метс
15. 1969 — Посол Советского Союза — Морозов, сотрудник посольства СССР
16. 1969 — Трое — Перфишка
17. 1972 — Приваловские миллионы — Николя Верёвкин
18. 1972 — Юлька — отец Юльки
19. 1974 — Звезда экрана — Потанин/товарищ Антон
20. 1974 — Какая у нас улыбка
21. 1974 — Контрабанда — первый помощник капитана
22. 1976 — Далёкие близкие годы — Кирилл Акимович Карташов
23. 1976 — День семейного торжества — врач, друг Петра
24. 1978 — И снова Анискин — шабашник Буровских
25. 1978 — Отряд особого назначения — Боровиков
26. 1978 — Мятежный «Орионъ» — Зорин, командир клипера «Орионъ»
27. 1979 — Берегись! Змеи! — Щербаков, майор, приезжий следователь
28. 1979 — Семейный круг — корреспондент
29. 1980 — Странный отпуск — снабженец
30. 1981 — Великий самоед
31. 1989 — Лёгкие шаги — друг сказочника

### Дубляж фильмов и мультфильмов
1. 1972 — Операция «Брутус» — Альберт
2. 1973 — Насими — Тамерлан
3. 1975 — Рикки-Тикки-Тави — Наг
4. 1976 — Школа господина Мауруса
5. 1981 — 80 дней вокруг света (мультфильм) — Филеас Фогг
6. 1982 — Долгая дорога в дюнах — Якоб Озолс, отец Марты
7. 1986 — Визит к Минотавру — Лев Иосифович Поляков
8. 1987 — Робин Гуд
9. 1989 — Следствие ведут ЗнаТоКи. Мафия — Феликс
10. 1989 — Суперкнига, 1-й сезон — голос Суперкниги, Адам, голос Бога, Авраам, Фараон, Иисус Навин и прочие

### Озвучивание мультфильмов
1. 1970 — Маугли (4-я серия) — Акела
2. 1977 — Фитиль № 178: «Исполнение желаний» — директор завода
3. 1978 — Последняя невеста Змея Горыныча — царь Аникей
4. 1978 — Черепашка — Верблюд
5. 1979 — Кто получит приз? — Орёл
6. 1981 — Тысяча уловок — Царь
7. 1982 — Сын камня
8. 1982 — Охотник и его сын — охотник
9. 1983 — Горе — не беда — Конь
10. 1983 — Пилюля — Барсук
11. 1984 — Найда — дядя Толя
12. 1984—1990 — КОАПП — Кашалот
13. 1984 — Жар-птица — читает текст
14. 1984 — Капля — читает текст
15. 1985 — Кубик — большой охотник
16. 1985 — Добро пожаловать (реклама всесоюзного объединения «Экспоцентр») — читает текст в конце фильма
17. 1987 — Лёгкий хлеб — мужик
18. 1988 — Доверчивый дракон — сосед
19. 1989 — Записки Пирата — читает текст
20. 1989 — Здесь могут водиться тигры — Штурман
21. 1989 — Счастливый старт-2 (в альт. версии «Агент уходит в океан») — Влас Афиногенович Сухой (по телефону)
22. 1989 — Счастливый старт-3 (в альт. версии «В объятиях русской разведки») — голос диктора в характеристике Павловой
23. 1990 — Курица
24. 1990 — Карманник — Вор-домушник
25. 1990 — Бочка — бондарь
26. 1990 — Приключения кузнечика Кузи (история первая) — слон
27. 1990 — Крылатый, мохнатый да масленый — текст от автора / блин
28. 1991 — Мисс Новый Год — Медведь
29. 1991 — Приключения волшебного глобуса, или Проделки ведьмы — Конь
30. 1991 — Подводные береты — Влас Афиногенович Сухой (по телефону) / голос диктора в характеристике Павловой

### Работы на радио
1. «Дюймовочка» (1959)
2. «Начало пути» («На Двинских берегах») по одноимённому сценарию А. В. Жильцова (1962) — читает пояснительный текст
3. «Волк, коза и козлята»
4. «Волшебное огниво»
5. «Восточный экспресс» (1966)
6. «Человек-невидимка» (1966)
7. «95-16» (1967)
8. «Цвела земляника» (1967)
9. «Матрёнкино сердце» (1967)
10. «Прощай, будь памятником» (1967)
11. «Тим Талер, или Проданный смех» (1967)
12. «Рони — дочь разбойника»
13. «Вашингтонское убийство» (1967)
14. «Златовласка» (1968)
15. «Весёлый бедняк» (1969)
16. «Солёная купель» (1969)
17. «Младший брат»
18. «Моя знакомая» (1969)
19. «История с гипсовыми бюстами» (1969)
20. «Сергей Есенин» («Страницы жизни и творчества русского поэта. В 3-х частях») по мотивам одноимённой пьесы А. А. Сурова (1969-1972) — Киров
21. «Королевская кровь» (1970)
22. «Кингсблад, потомок королей» (1970) — Нил Кингсблад
23. «Остров сокровищ» (1972) — Сквайр Трелони
24. «Обыкновенная история» (1974)
25. «Вашингтонское убийство» Элберта Карра — Керк
26. «Барышня-крестьянка»
27. «Жизнь Клима Самгина» (1974)
28. «Тупейный художник»
29. «Хлопушки с сюрпризами»
30. «Хождение по мукам. Сёстры» (1976)
31. «Отверженные. Козетта» (1979)
32. «Сердце Бонивура» (1979) — Шишкин
33. «Всадник без головы» по роману Майн Рида (1984) — Вудли Пойндекстер
34. «Щит героя» (1985)
35. «Дух в бутылке» (1987)
36. «Бемби» (1987)
37. «Алый» (1988)
38. «Илья Муромец и Соловей-Разбойник» (1989)
39. «Коротышка»
40. «Красная рябина»
41. «Лесная избушка» (1987)

### Архивные кадры
- 1999 — Юрий Пузырёв (из цикла телепрограмм канала ОРТ «Чтобы помнили») (документальный)

### Комментарий
1. ↑  В период с середины 1920-х г.г. по 1942 г. территория, включавшая в себя Серебряные Пруды, неоднократно переходила из состава Тульской губернии/области в состав Московской губернии/области и обратно. В связи с этим, определить административно-территориальную принадлежность Серебряных Прудов на момент рождения Юрия Пузырёва без соответствующих авторитетных источников информации не представляется возможным.